# Come Back (album)
Pour les articles homonymes, voir Comeback.
Albums de Eddy Mitchell
Grand Écran
(2009) Ma dernière séance
(2011)
Come Back est le trente-quatrième album studio d'Eddy Mitchell. Il sort le 18 octobre 2010 sur le label Polydor.

## Histoire
Eddy Mitchell a déclaré aux médias que cet album est celui de sa dernière tournée[réf. nécessaire]. Cela se ressent dans les textes des morceaux Je suis vintage « J’voudrais pas m’sous-estimer / Mais mon temps est compté / J’voudrais pas finir comme un vinyle / Oublié seul sur une platine/Rayé » ou encore Come Back « J’ai connu des hauts qui m’envoyaient en bas / Côtoyé la gloire et l’insuccès / Cinquante ans de chanson derrière moi / Il est temps de savoir où je vais ». 
La chanson "Mes colonies de vacances" incorpore un fragment de la piste sonore d'une scène de piscine du dernier et inachevé film de Marilyn Monroe, Something's Got to Give: Come on in, water is so refreshing!

## Liste des titres
| No  | Titre                                        | Auteur                              | Durée |
| --- | -------------------------------------------- | ----------------------------------- | ----- |
| 1.  | Avoir 16 ans aujourd'hui                     | Claude Moine - Pierre Papadiamandis | 4:21  |
| 2.  | Laisse le bon temps rouler                   | Claude Moine - Pierre Papadiamandis | 4:07  |
| 3.  | L'Esprit grande prairie (Mix Jay Newland)    | Alain Souchon - Laurent Voulzy      | 4:57  |
| 4.  | Je suis vintage                              | Claude Moine - Pierre Papadiamandis | 3:57  |
| 5.  | Mes colonies de vacances                     | Claude Moine - Michel Amsellem      | 2:56  |
| 6.  | En garde à vue                               | Claude Moine - Michel Amsellem      | 3:33  |
| 7.  | Tu fermes les yeux sur tout                  | Claude Moine - Pierre Papadiamandis | 4:23  |
| 8.  | Un garçon facile                             | Claude Moine - Pierre Papadiamandis | 4:21  |
| 9.  | Ça ressemble à du blues                      | Claude Moine - Pierre Papadiamandis | 4:28  |
| 10. | Surmonter la crise                           | Claude Moine - Pierre Papadiamandis | 3:28  |
| 11. | Pas besoin de ça                             | Claude Moine - Pierre Papadiamandis | 4:17  |
| 12. | L'Esprit rock'n'roll                         | Claude Moine - Pierre Papadiamandis | 4:43  |
| 13. | Come Back                                    | Claude Moine - Michel Amsellem      | 3:04  |
| 14. | L'Esprit grande prairie (Mix Laurent Voulzy) | Alain Souchon - Laurent Voulzy      | 5:01  |

## Musiciens et techniciens
- Ingénieur du son : Jay Newland
- Basile Leroux
- Jean-Yves d'Angelo
- Michel Amsellem
- Hervé Brault
- Loïc Pontieux
- Guitare : Larry Campbell
- Claviers : Brad Cole